# Виле Вало
Виле Хермани Вало (на фински: Ville Hermanni Valo), роден в 8:28 часа сутринта на 22 ноември 1976 година във Хелзинки, Финландия, е вокалист и фронтмен на финландската метъл група ХИМ. Той пише текстовете и музиката на песните на групата.

## Ранен живот
Вало е роден във Валила, Хелзинки, в семейството на Кари и унгарката Анита. Майка му е от унгарски произход. Има брат на име Йессе, който е с 8 години по-малък от него, също музикант. В по-късните си тийнейджърски години работи известно време в секс шопа на баща си, който преди това е работил като таксиметров шофьор. Вало се мести в собствено жилище на 18. След като проявява влечение към музиката, родителите му решават да го изпратят в музикално училище. Първият инструмент, на който започна да свири, е флейта (на 6-годишна възраст). Още от малък започва да се занимава с музика и да свири в различни групи като Eloveena Boys, Aurora, Charlie Parker, Terapia, Winha, Unga Kaskelottar, Natas, B.L.O.O.D. и Kemoterapia. С Миге (бас китариста на групата) и Линде (китариста) са приятели от ранна възраст. Сред групите, които му оказват най-голямо влияние, са Блек Сабат, Кис и Айрън Мейдън. Вало страда от астма и алергии към доста животни, а най-големите му пороци са алкохола и цигарите. Като дете най-добрият му приятел е кучето Сами (въпреки че е алергичен към кучета).
Свири на бас, китара, барабани и кийборд.

## HIM
Виле Вало е вокалист на финландската група ХИМ. Той пише и текстовете и музиката на песните. С групата са издали седем албума, последният от които-"Screamworks: Love In Theory And Practice" в началото на 2010 г. Те са и първата финландска група достигнала златен статут в Щатите.

## Други проекти
Вало е барабанист в групата на Линде (китаристът на ХИМ), Daniel Lioneye. В нея участва и Миге (басист на ХИМ), а Линде е вокалист.
Виле участва заедно с Лаури Юльонен от The Rasmus в песента на Apocalyptica Bittersweet. Също това участва и във видеоклипа към Wasting The Dawn на The 69 Eyes.
С германката Наталия Авелон през 2007г записват и издават дуетът Summer Wine, саундтрак към филма „Das Wilde Leben“. Вало участва още в песни на Bloodhound Gang (Something Diabolical), Cradle of Filth (The Byronic Man) и Mariam Manna Lindström Jäntti (съпругата на Линде, китариста на ХИМ), (Just For Tonight).

## Филми и телевизия
Виле е близък приятел с Bam Margera (CKY, Viva la Bam, Jackass). Бам често използва хартаграма (логото на ХИМ, измислено от Виле, когато е на 20) с разрешението му. Вало може да бъде видян в няколко епизода на Viva la Bam, както и във филмите Jackass Number Two и Where the #$&% Is Santa? (който включва изпълнение на ХИМ на Dead Lovers' Lane)).

## Личен живот
Вало е бил сгоден за Йонна Нигрен, финландски модел и водеща, с която бяха заедно от 2003 до 2006 година. Той споделя, че сърцето му е свободно. Живее в кула във Финландия, близо до Хелзинки. Негов идол е Едгар Алън По. Интересен факт е, че „вало“ в превод от фински означава „светлина“. Има много татуировки, няколко включващи хартаграм, има татуирани поети на ръката, също така и татуировка с Мая Дерен (поетеса, драматург, оператор, режисьор, монтажист, актриса, кино-теоретик, танцьорка, хореограф, фотограф). Първата си татуировка прави, когато е между 18 и 19-годишен. През 2010 отказва цигарите, въпреки миналото си на страстен пушач (60 цигари дневно), а през 2007 постъпва в клиника в Маями и се преборва със зависимостта си от алкохол.

## Дискография на HIM
1. 666 Ways to Love – 10.10.1996
2. Greatest Lovesongs – 20.11.1997
3. Razoblade Romance – 19.12.1999
4. Deep Shadows And Brilliant Highlights – 27.08.2001
5. Love Metal – 14.04.2003
6. And Love Said No-The Greatest Hits 1997-2004 – 15.03.2004
7. Dark Light – 26.09.2005
8. Venus Doom – 18 септември 2007
9. Screamworks: Love In Theory And Practice – 2010

## Други проекти
- Skreppers & Ville Valo (1995)
- Apocalyptica & Ville Valo (1996)
- The 69 Eyes & Ville Valo (1997)
- Tehosekoitin & Ville Valo (1999)
- The 69 Eyes & Ville Valo (1999)
- Neljä Ruusua & HIM (1999)
- Agents & Ville Valo – Paratiisi, Jykevää On Rakkaus, Ikkunaprinsessa, Valo Yössä (Tuomari Nurmio Cover) (1999)
- Tributti Tuomari Nurmio: Ville Valo & Others (2000)
- The 69 Eyes & Ville Valo (2000)
- Musta Paraati, Ville Valo, Gas Lipstick & Others (2001)
- Daniel Lioneye And The Rollers/Daniel Lioneye And The Blues Explosion (2001)
- The 69 Eyes & Thulsa Doom (2001)
- Five Fifteen & Ville Valo – The Prostitute & Season Of The Witch (2001)
- The 69 Eyes & Ville Valo (2002)
- The Skreppers, Ville Valo, Migé Amour & Lily Lazer (2002)
- The Mission & Ville Valo (2002)
- Lowemotor Corporation & Ville Valo – Love Me (2003/2004)
- The Skreppers & Ville Valo (2004)
- The 69 Eyes & Ville Valo – Beneath the Blue (2004)
- Apocalyptica с участието на Ville Valo & Lauri Ylönen – Bittersweet (2004) (FIN: #1, D: #6)
- Two Witches & Ville Valo – Dracula Rising (2005)
- Bloodhound Gang с участието на Ville Valo – Something Diabolical (2005)
- Isabelle´s Gift с участието на Ville Valo – If I Die Tonight (2006)
- Cradle of Filth с участието на Ville Valo – The Byronic Man (2006)
- Daniel Cavanagh с участието на Ville Valo – Inner silence(Acoustic)(2006)
- Ville Valo & Tommi Viksten – Kun Minä Kotoani Läksin (2006)
- Kari Tapio & Ville Valo – Täällä Pohjantähden Alla (2006)
- Ville Valo & Natalia Avelon – Summer Wine (2007) (FIN: #1, D: #2, AU: #4, CH: #2, GR: #1)
- Ville Valo & Mariam Manna Lindström Jäntti – Just for Tonight (2007)